# Zaovine
Zaovine (cyr. Заовине) – wieś w Serbii, w okręgu zlatiborskim, w gminie Bajina Bašta. W 2011 roku liczyła 263 mieszkańców.